# Pierre Schapira (Politiker)

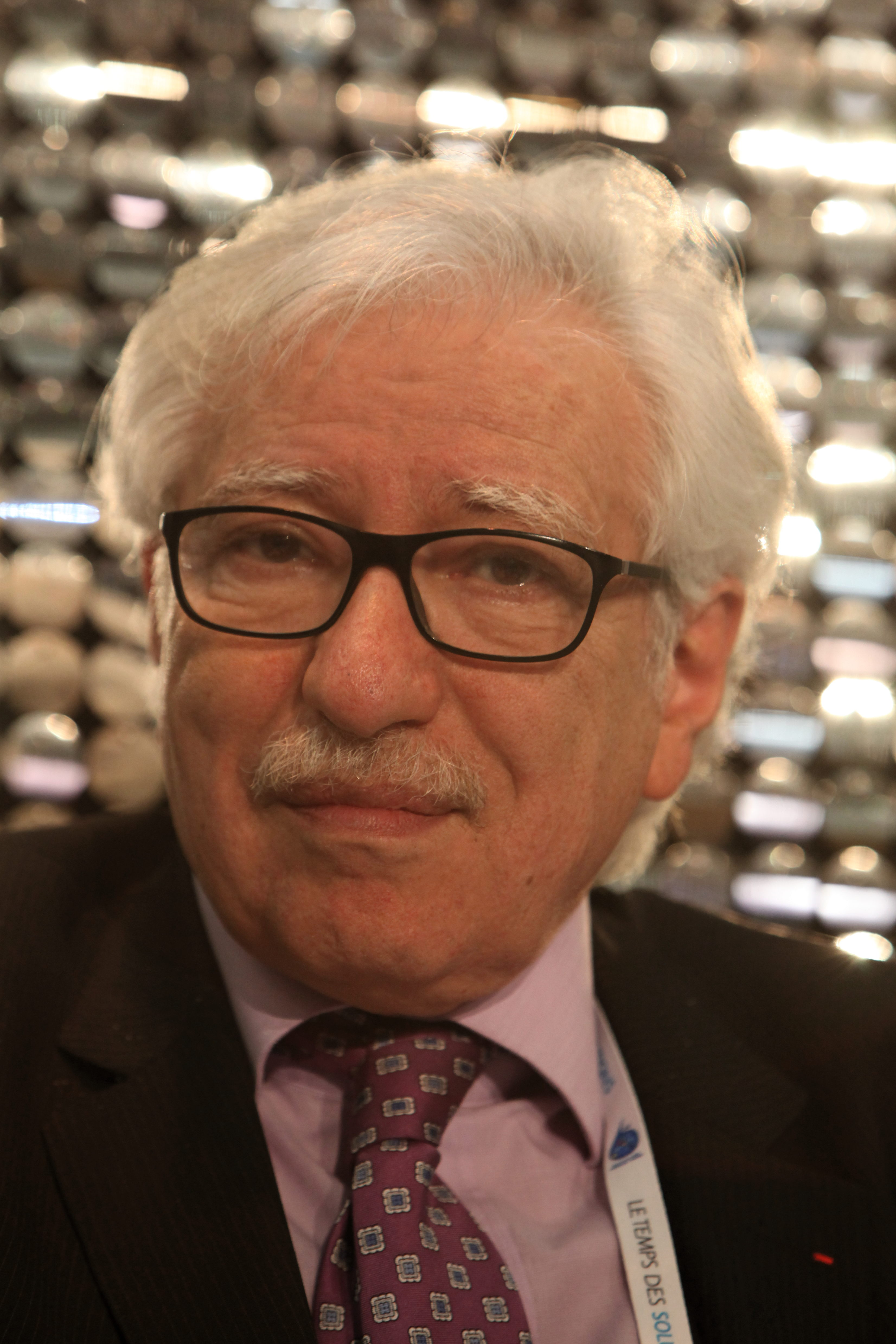
Pierre Schapira

Pierre Schapira (* 10. Dezember 1944 in Algier) ist ein französischer Politiker der Parti socialiste.

## Leben
Schapira studierte Zahnmedizin und war als Zahnarzt in Frankreich tätig. Schapira war von 1984 bis 2004 Vizepräsident des französischen Conseil économique et social.
Schapira war von 2004 bis 2009 Abgeordneter im Europäischen Parlament. Dort war er unter anderem Mitglied im Entwicklungsausschuss und in der Delegation für die Beziehungen zu Israel.

## Preise und Auszeichnungen (Auswahl)
- Ritter der Ehrenlegion